# Bloomaulorden

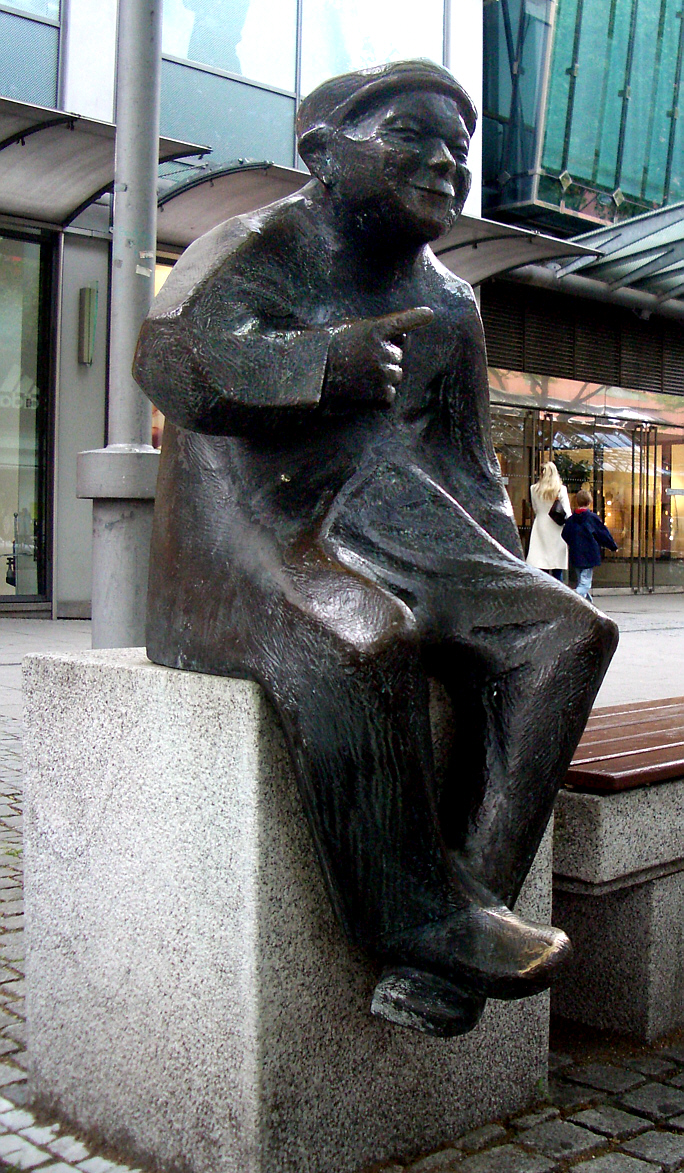
Monument dédié au Blumepeter sur le plan Kapuzinerplanken à Mannheim

L'ordre des Bloomaulorden est la plus haute distinction citoyenne délivrée à Mannheim. Elle tire son nom de l'expression Mannemer Bloomaul (du haut-allemand : « les gueules bleues de Mannheim »), un idiotisme désignant les « véritables » habitants de Mannheim, qui, comme le natif de Mannheim légendaire Blumepeter (de), parlent le dialecte de la ville (le Kurpfälzer).
Cette distinction a été créée en 1970 sous l'impulsion de Rainer Freiherr von Schilling.

## Le prix
Les lauréats reçoivent une sculpture en bronze du sculpteur Gerd Dehof (de).

## Lauréats
| - 1970 : Franz Schmitt (†), originaire et original de Mannheim - 1971 : Anneliese Rothenberger (†), chanteuse d'opéra - 1972 : Heinz Haber (†), astrophysicien - 1973 : Sepp Herberger (†), entraîneur de football - 1974 : Carl Raddatz (†), acteur - 1975 : Hans Reschke (†), maire - 1976 : Joy Fleming, chanteuse de Blues - 1977 : Paul Kunze (de) (†), maître fourreur - 1978 : Hans Reuther (†), entrepreneur - 1979 : Elsbeth Janda (†), écrivain en patois et actrice - 1980 : Hans Maurer (†), orateur et humoriste - 1981 : Fips Rohr (†), footballeur - 1982 : Konstantin Fuchs (†), père franciscain - 1983 : Richard Grimminger, boulanger - 1984 : Kurt Schneider (†), chanteur au théâtre national - 1985 : Horst Engelhardt, entrepreneur - 1986 : Willi Menz, chef de la police - 1987 : Walter Spagerer, footballeur et homme politique (SPD) - 1988 : Rolf Schäfer, charcutier - 1989 : Werner Knebel (†) - 1990 : Leo Pfanz-Sponagel, homme politique - 1991 : Bob Haag, barman - 1992 : Klaus Wendt, chanteur - 1993 : Gerold Falter, commerçant - 1994 : Joana, chanteuse et chansonnière - 1995 : Eugen Kettemann, pâtissier | - 1996 : Wolf Kaiser, leader d'un groupe de musique - 1997 : Andreas Plattner, architecte - 1998 : Peter Hofmann, président d'un club d'équitation - 1999 : Ingeborg Nikitopoulos, politicienne (FDP) - 2000 : Hansjörg Probst, historien spécialisé dans l'histoire locale - 2001 : Norbert Stier, policier - 2002 : Ulla Hofmann, journaliste à la Frankfurter Allgemeine Zeitung - 2003 : Hans Bichelmeier, entrepreneur - 2004 : Ulrich Dietz, procureur - 2005 : Hans-Peter Schwöbel, professeur de sociologie et expert en dialecte - 2006 : Klaus van Ackern, professeur et doyen de l'université de médecine de Mannheim (de) - 2007 : Heinrich Graeff (†), entrepreneur - 2008 : Gabriela Badura, comédienne au Théâtre National - 2009 : Peter Künzler (†), entrepreneur - 2010 : Karl Jung, doyen catholique de Mannheim - 2011 : Ulrich Nieß, historien et archiviste municipal - 2012 : Bülent Ceylan, comique - 2013 : Christian Ziegler, physiothérapeute - 2014 : Dario Fontanella, glacier, créateur de la glace aux spaghettis - 2015 : Waltraud Kirsch-Mayer, journaliste au Mannheimer Morgen (de) - 2016 : Joachim Schäfer, musicien - 2017 : Helen Heberer, femme politique (SPD) - 2018 : Rolf Götz, entrepreneur et conseiller de district à Feudenheim - 2019 : Ilka Sobottke, prêtre évangéliste - 2020 : Joachim Goltz, chanteur au Nationaltheater Mannheim - 2021-2022 : Marcus Fähnle, médecin - 2023 : Thomas Siffling, trompettiste - 2024 : Gerald Marzenell, joueur de tennis - 2025 : Barbara Waldkirch, éditrice et libraire |

## Crédit d'auteurs
- (de) Cet article est partiellement ou en totalité issu de l’article de Wikipédia en allemand intitulé « Bloomaulorden » (voir la liste des auteurs).